# Хотеев, Станислав Александрович
Станисла́в Алекса́ндрович Хоте́ев (род. 7 марта 1981, Москва, СССР) — российский футболист, вратарь.

## Карьера
Начинал карьеру в фарм-клубе московского «Локомотива» в 1997 году. В 2001 году пополнил ряды «Анжи», за который 8 сентября 2001 года провёл единственный матч в Кубке России против «Химок» (2:2; 4:2 пен.). Летом 2002 года перешёл в «Факел-Воронеж». В январе 2003 года подписал контракт с «Ижевском». В августе того же года пополнил ряды «Электроники». В 2005 году защищал цвета «Реутова». В 2006 году перешёл в «Рязань». В 2007 году подписал контракт с клубом «Лобня». В 2008—2009 годах защищал цвета «Ростова», в составе которого стал победителем Первого дивизиона. В Премьер-лиге дебютировал 13 июня 2009 года в матче против «Рубина» (2:0). Завершил карьеру в 2012 году в «Шиннике».

## Достижения
- Победитель Первого дивизиона: 2008

## Личная жизнь
Женат. 1 июля 2009 года родилась дочь.